# Мусатова-Кульженко Єлизавета Іванівна
Єлизаве́та Іва́нівна Муса́това-Кульже́нко (до шлюбу Мусатова) (* 7 лютого 1871, Санкт-Петербург — 24 червня 1951, Загреб) (Elisabeth Iwanowna Musatowa-Kulshenko) — українська та російська концертно-камерна співачка (сопрано) й вокальний педагог.

## Життєпис
Протягом 1887—1891 років навчалася співам в Петербурзькій консерваторії.
З 1897 року виступала в хорових і квартетних концертах, спектаклях Київського драматичного товариства, діяльним членом якого багато років був її свекор Стефан Васильович Кульженко.
З початку 1900-х та до 1915 року співала тільки на концертах в Києві та двічі — 1901 та 1909 року — в Одесі.
Влаштовувала в себе вдома камерні концерти за участі своїх учнів.
Входила до складу очолюваної Миколою Лисенком музичної комісії при Літературно-артистичному товаристві; до складу входили також Людмила Паращенко, Казимир П'ятигорович, Михайло Сікард, Микола Тутковський, Карл Шадек. Однак 1905 року товариство було закрите царською владою.
З початком Першої світової війни виступала у благодійних концертах на користь родин загиблих вояків.
1922 року виступала з концертом в Афінах. Того ж року поселилася в Загребі, де відкрила школу співу. Згодом вибрана професоркою Афінської консерваторії.
Відомо, що в липні 1930 року в Загребі виступала на вечорі російського товариства.
Виконувала твори О. Бородіна, Дж. Верді, М. Глінки, О. Гречанінова — співала під його акомпанемент, Е. Гріга, Ц. Кюі, М. Лисенка, Дж. Пуччіні, М. Римського-Корсакова, Г. Форе, Р. Шумана, Ф. Шуберта.
1888 року в Петербурзі та 1901 року у Одесі — ансамблем з О. Каміонським, В. Майбородою, М. Каменською та І. Супруненко виконувала сольну партію з фіналу 9-ї симфонії Л. Бетховена.
1912 року їй присвятив романс композитор Р. М. Гліер «Ти мені була сестрою» — слова К. Бальмонта.
Товаришувала з О. К. Глазуновим, О. Гречаніновим, М. Лисенком.
В журналі «Світ мистецтва» за 1908 рік було надруковано її портрет.
Серед її учнів — Віра Гужова.